# (6178) 1986 DA
1986 دي أي (ويعرف أيضًا باسم (6178) 1986 دي أي وفق تسمية الكوكب الصغير) (بالإنجليزية: 1986 DA)‏ هو كويكب ضمن حزام الكويكبات؛ وترتيبه 6178 من حيث الاكتشاف.
اكتُشف هذا الجُرم الفلكي بواسطة Minoru Kizawa ‏ في 16 فبراير 1986.

## وصلات خارجية
- (6178) 1986 DA في قاعدة بيانات مختبر الدفع النفاث لأجرام النظام الشمسي الصغيرة

- الاكتشاف · مخطط المدار ·  العناصر المدارية · المعلمات المادية

- (6178) 1986 DA على موقع ويكي سكاي: DSS2, SDSS, GALEX, IRAS, Hydrogen α, X-Ray, Astrophoto, Sky Map, Articles and images